# 448 км (зупинний пункт)
448 кіломе́тр — пасажирський залізничний зупинний пункт Рівненської дирекції Львівської залізниці.
Розташований на сході Ковеля, Ковельський район, Волинської області (біля дачних ділянок) на лінії Сарни — Ковель між станціями Ковель (5 км) та Повурськ (28 км).
Станом на березень 2019 року щодня три пари електропоїздів прямують за напрямком Ковель-Пасажирський — Сарни.